# Mordor

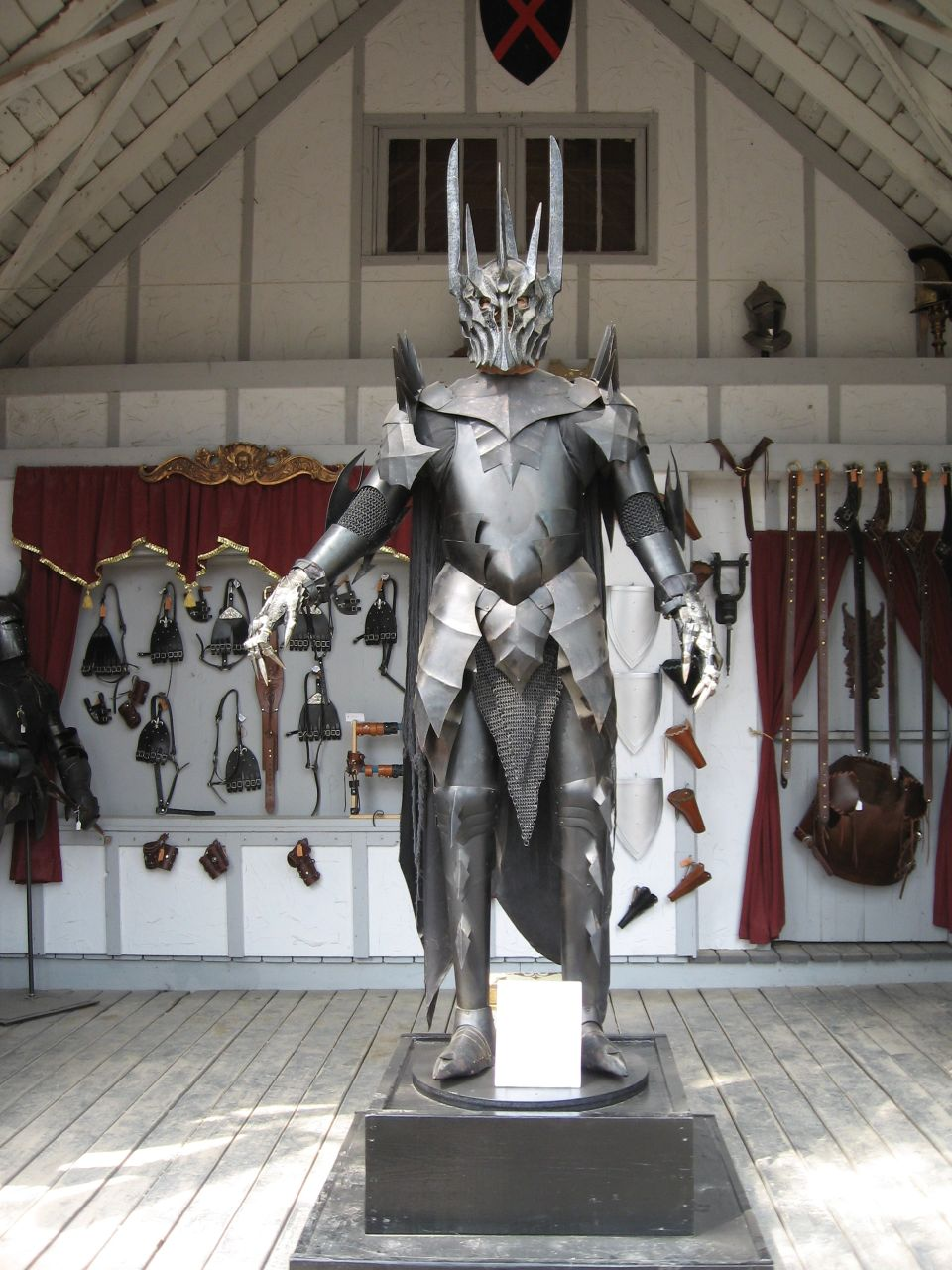
Sauron,
Señor de Mordor, Señor de Barad-dûr, Creador y Dueño del Anillo Único

Mordor  es un país ficticio perteneciente al legendarium creado por el escritor británico J. R. R. Tolkien, donde se desarrollan importantes acontecimientos de sus novelas El Señor de los Anillos y El Silmarillion.
En esta región principalmente volcánica, situada al este de Gondor, Sauron forjó el Anillo Único en las fraguas del Monte del Destino, hacia el año 1600 SE, con el objetivo de dominar por completo a los pueblos de la Tierra Media. Miles de años después, Mordor se convirtió en el escenario de las últimas aventuras de los miembros de la Comunidad del Anillo en su afán por destruir el Anillo Único, durante la Guerra del Anillo.

## Geografía
Mordor significa «Tierra Negra». Según el escritor, estaba situada aproximadamente en la latitud de la cuenca volcánica mediterránea, con la montaña del Orodruin en analogía con el Stromboli. Mordor se encuentra al este de Gondor, en la ribera oriental del bajo Anduin, al norte del Cercano Harad y Khand, y al suroeste del mar de Rhûn.
Su geografía se compone principalmente de tres tipos de terreno volcánico: la Meseta de Gorgoroth, las Llanuras de Lithlad (Llanura de ceniza) en la zona de Nurn, y las enormes murallas montañosas formadas por dos grandes cordilleras que se unen en un ángulo al noroeste, y que dan a Mordor la forma de, más o menos, un cuadrado abierto por el lado oriental. La muralla pétrea septentrional son las Ered Lithui (Montañas de la Ceniza) y la occidental se compone del interno Morgai y los externos Ephel Dúath (Montañas de la Sombra), una doble cordillera con la cara externa e interna separadas una de otra por fallas, según Fonstad. 
El punto de unión de las Ered Lithui con las Ephel Dúath se halla en el vértice noroccidental. Ese lugar se conoce como Cirith Gorgor (el Paso de los Espectros) y es allí donde se encuentra el Morannon, la Puerta Negra de Mordor. Tanto las Ered Lithui por un lado como las Ephel Dúath por el otro, poseen bifurcaciones montañosas que se adentran en Gorgoroth. Una de ellas procede de las Ered Lithui, que se acerca al Orodruin, y luego hay dos más, más al este, una de las cuales proviene de las Ered Lithui y la otra del Morgai-Ephel Dúath; estas dos últimas, casi uniéndose en el centro de Mordor, limitan por el este y el sur la meseta de Gorgoroth, separándola de Nurn, el Mordor sudoriental.
En un vuelo aéreo, entrando por el Morannon, podemos recorrer Cirith Gorgor hasta el valle de Udûn, presumiblemente una antigua caldera volcánica (producida por el hundimiento de algún antiguo volcán, un coloso más alto que el Everest), según Karen Wynn Fonstad; seguir luego a través del paso de Carach Angren, "Garganta de Hierro", y llegar a la inmensa meseta de Gorgoroth.
Delante, a pocas millas, podemos ver el volcán Orodruin, el Monte del Destino. El camino que sale de la Garganta de Hierro se bifurca en dos: uno rodea el Orodruin por el norte hasta llegar al otro lado, donde se encuentra Barad-dûr, la Torre Oscura, en el extremo sur de la desviación montañosa de las Ered Lithui.
El otro camino se bifurca en varios más que prosiguen paralelos a la cordillera del Morgai hasta el sur. Uno de ellos se eleva primero por las montañas, y luego de la fortaleza orca de Durthang, sigue la línea del Morgai hacia la Torre de Cirith Ungol.
Si giramos hacia el centro de Gorgoroth, desde las alturas y si miramos hacia el Orodruin y más allá, podemos ver también a lo lejos el inmenso puente de hierro que sale de Barad-dûr, cuyo camino, el Camino de Sauron, llega a las laderas del volcán cruzando la meseta, y débil por la distancia percibimos quizá la entrada oriental de los Sammath Naur. Si nos dirigimos al sureste salimos de Gorgoroth por el amplio paso que dejan las dos desviaciones montañosas, y entramos en Nurn.
A lo lejos vemos el mar de Núrnen, la gran extensión de agua salada, alimentada de varios ríos de oscuras aguas que nacen en las cordilleras de Mordor (todos excepto el río Poros, que en lugar de alimentar el Mar, transporta sus aguas hasta el Anduin, fuera de Mordor). Junto al mar está Lithlad, la Llanura de Ceniza. Pasamos por encima de inmensos campos de cultivos trabajados por esclavos a las órdenes de Sauron, los proveedores de alimentos de la Torre Oscura.
Más allá del mar de Núrnen, hacia el este, nos encontramos con el límite oriental de Mordor. Al otro lado están Khand y Rhûn.

## Historia

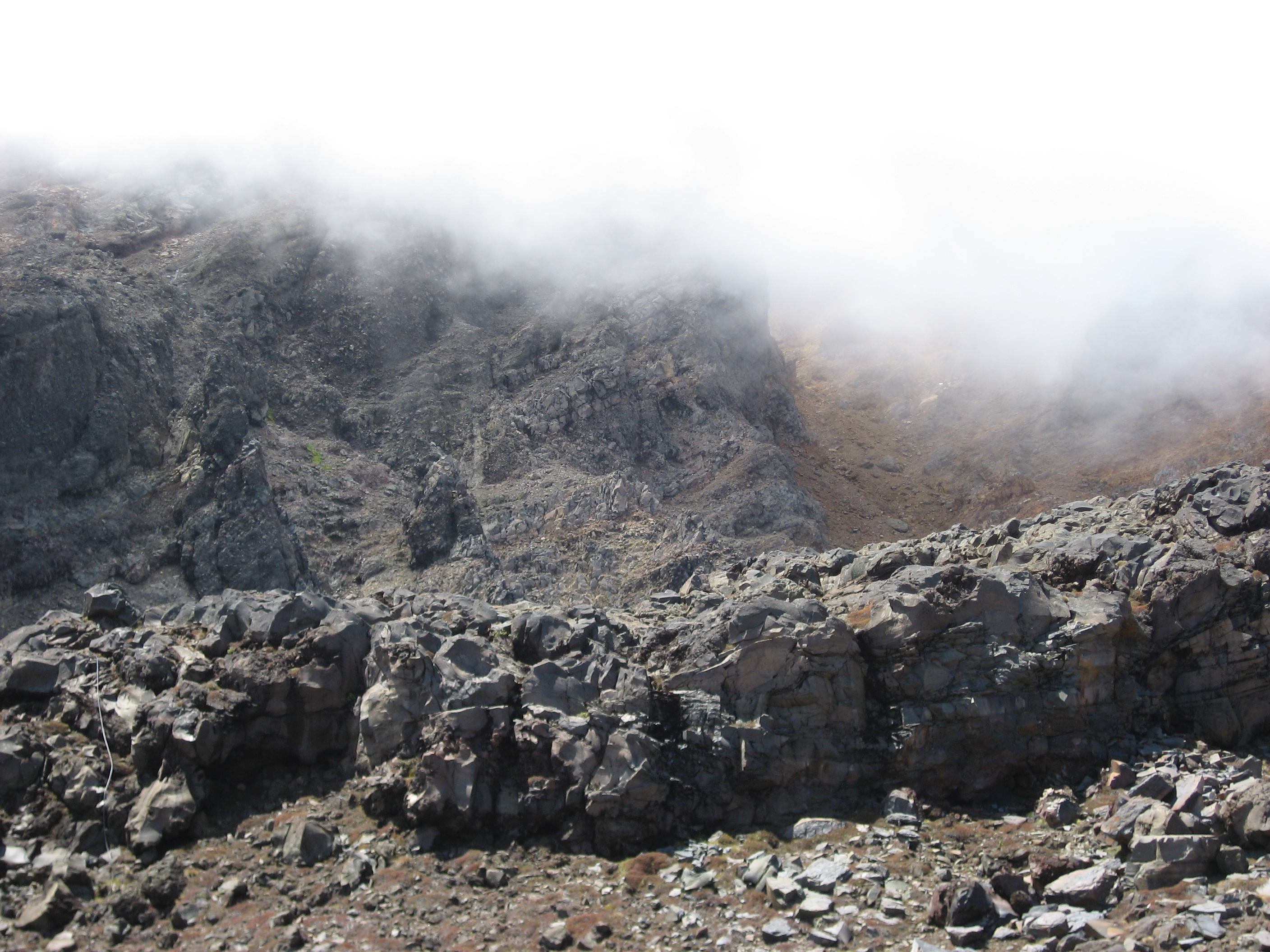
Mordor como es mostrada en la trilogía de películas de El Señor de los Anillos.

Mordor fue fundado por Sauron alrededor del año 1000 SE, cuando empezó a temer a los Númenóreanos, que crecían en poder y empezaban a establecer colonias permanentes en la Tierra Media. En esa misma época, empezó la construcción de Barad-dûr. Desde entonces fue una fortaleza del mal.
El año 1600 de la Segunda Edad, Sauron finalizó la construcción de su Torre y también forjó el Anillo Único en el Orodruin.
Desde Mordor, Sauron dirigió la posterior Guerra con los elfos y devastó Eriador hasta que en 1700, Sauron es derrotado y expulsado hacia el Este, aunque vuelve años más tarde.
En 3262 de la Segunda Edad, Mordor vuelve a quedar sin señor cuando Sauron se entrega a Ar-Phârazon y es conducido a Númenor.
Sauron retornó a Mordor el 3320, tras la Caída de Númenor, y en 3429 atacó al recién fundado Gondor.
El ejército de la Última Alianza invadió Mordor en 3434 y sitió Barad-dûr. Siete años más tarde Sauron es derrotado de nuevo, al privársele del Anillo Único, y todos sus servidores fueron expulsados.
Mordor quedó vacía. Durante la Tercera Edad, Gondor quiso evitar que ningún arte maligna volviera a penetrar en Mordor, y así construyó fortalezas como Durthang; las Torres de los Dientes, situadas ante el Morannon; y la Torre de Cirith Ungol, situada en el paso del mismo nombre.
Sin embargo, la Gran Peste de 1636 provocó que las fortalezas fueron abandonadas, y Mordor quedó sin guardia.
Los Nazgûl penetraron en Mordor en 1980 y volvieron a habitarlo, comenzando los lentos preparativos de la tierra para el retorno de Sauron, que por entonces moraba disfrazado en Dol Guldur.
El 2002, los Nazgûl sitiaron Minas Ithil y dos años más tarde la convirtieron en Minas Morgul, y Cirith Ungol fue también poseída por el mal. A partir de entonces, Mordor volvió una vez más a quedar vacía, pues los Nazgûl se instalaron en Minas Morgul, aunque poco a poco hicieron acto de presencia pueblos de uruks que se asentaron y crecieron a las órdenes del Rey Brujo, atacando en repetidas ocasiones Ithilien alrededor del 2900.
El 2942 Sauron regresó a Mordor y en 2951 declaró abiertamente su presencia y empezó la reconstrucción de Barad-dûr.
El año 2954 la actividad volcánica resurgió en el Orodruin, haciendo huir a los últimos habitantes de Ithilien.
Poco después, Gollum llegó a Mordor y fue apresado. Tras su liberación descubrió el paso de Cirith Ungol (la entrada secreta a Mordor) y el Antro de Ella-Laraña.
El año 3000 el poder de Mordor se alargó con la conexión entre la Palantir de Minas Ithil y la de Orthanc.
Durante la Guerra del Anillo muchos ejércitos, tanto de orcos como de humanos del sur y del este se agruparon en Mordor, y posteriormente atacaron Gondor.
Finalmente, con la destrucción del Anillo Único y la erupción violenta del Orodruin, Mordor se estremeció con terremotos que lo devastaron, y muchas de las obras de Sauron fueron destruidas.
Durante la Cuarta Edad del Sol, Nurn fue cedido a los esclavos de Sauron que lo trabajaban ya desde hacía tiempo, mientras que el noroeste de Mordor fueron durante muchos años unas tierras yermas y muertas.

## Alusiones en otras obras
Es mencionado en la canción Ramble On, de la banda británica, Led Zeppelin.
El grupo de heavy metal Running Wild incluyó en su álbum de 1985, Branded and Exiled, la canción «Mordor», que es un homenaje a este ficticio país oscuro.
El grupo de black metal noruego Burzum debe su nombre a este país ficticio, ya que burzum significa ‘oscuridad’ en la lengua negra de Mordor. 
El grupo de black metal noruego Gorgoroth debe su nombre a la meseta del mismo nombre que se encuentra ubicada en Mordor.
El grupo español de folk metal Saurom recurre a temáticas de "El Señor de Los Anillos", claro ejemplo es el disco "Sombras del Este" (2002).